# Super Puma Display Team

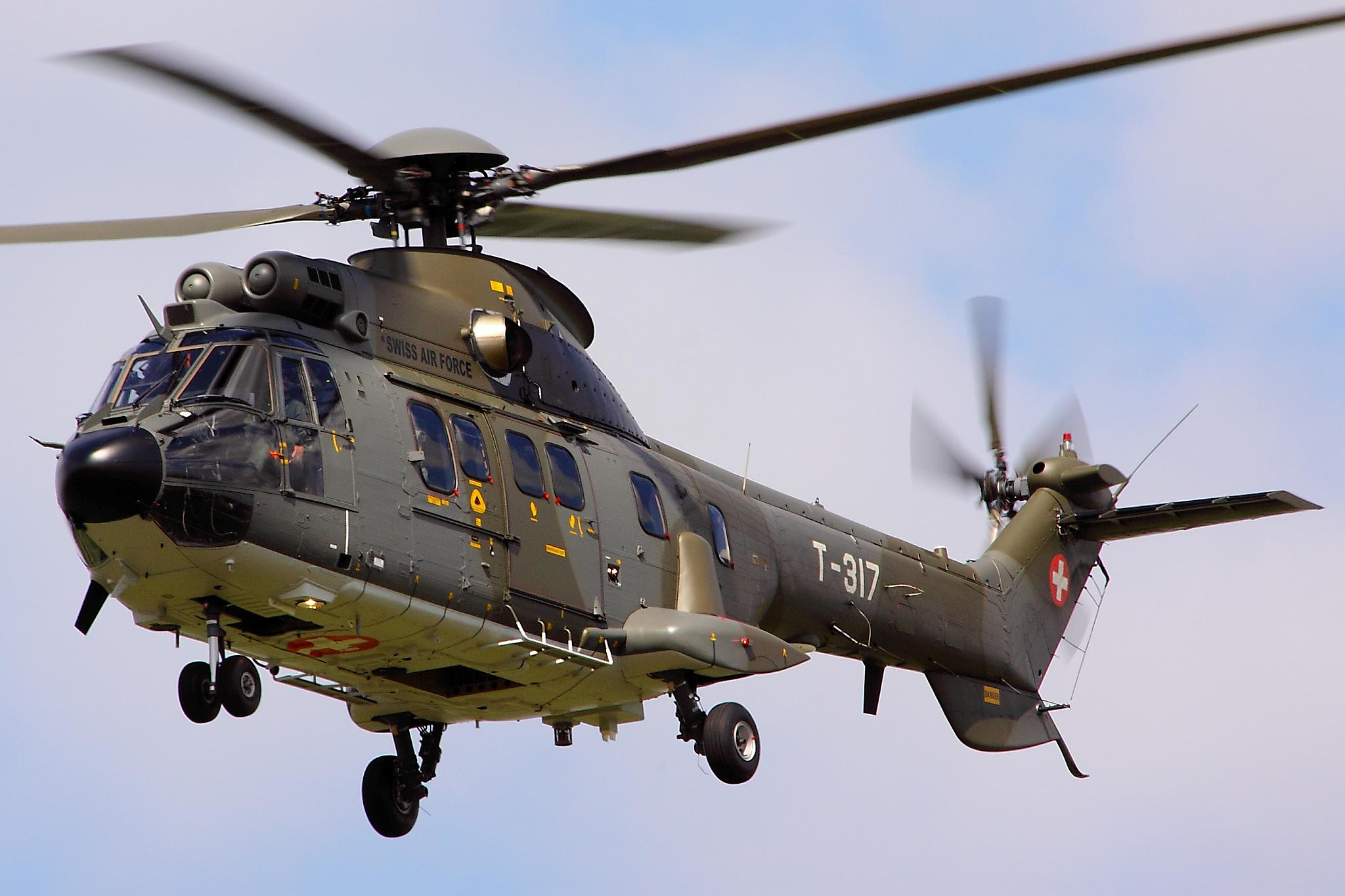
Super Puma au Royal International Air Tattoo 2012

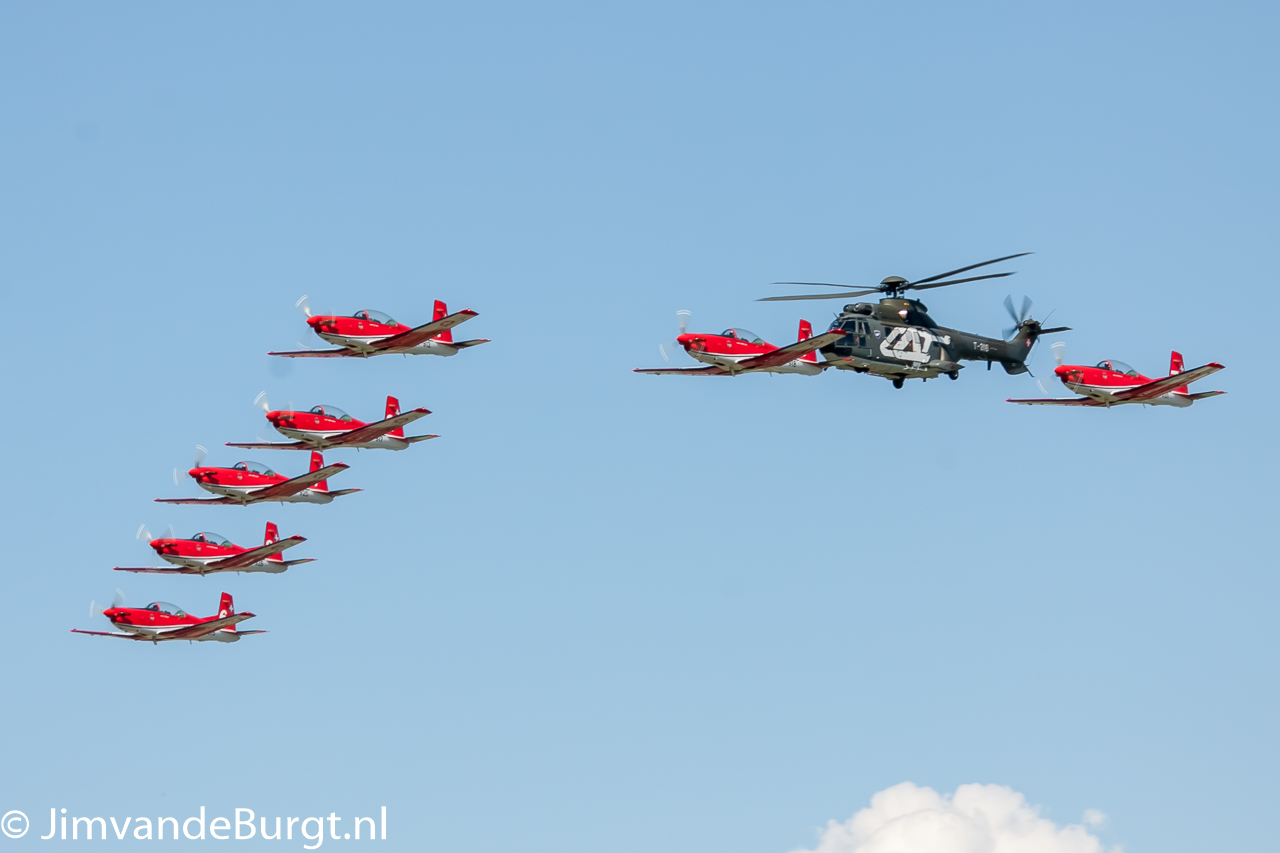
Le Super Puma Display Team avec la PC-7 Team à Payerne Air 14

Le Super Puma Display Team est une équipe de vol acrobatique des Forces aériennes suisses. Il tire son nom du Eurocopter AS332 Super Puma.

## Pilotes
- Capitaine Jan « Schwiiz » Schweizer, commandant
- Major Sebastian « Sebi » Hanimann
- Capitaine Sandro « Sandro » Haag
- Capitaine Marc « Marco » Lauber
- Capitaine Robin « Robin » Stauber
- Capitaine Philippe « Philippe » Weber